# Bernard Halpern
Bernard Naftali Halpern (Tarnos-Rude, 1904 – 1978) è stato un medico francese di origini ucraine.
Per la prima volta preparò l'antistaminico Antergan e gli psicofarmaci ricavati dalla fenotiazina.
| Controllo di autorità | VIAF (EN) 64006927 · ISNI (EN) 0000 0000 8142 8631 · LCCN (EN) n79137849 · GND (DE) 1135603448 · BNF (FR) cb119067576 (data) · J9U (EN, HE) 987007339430605171 · NDL (EN, JA) 00442266 |